# Union Local 274, American Federation of Musicians

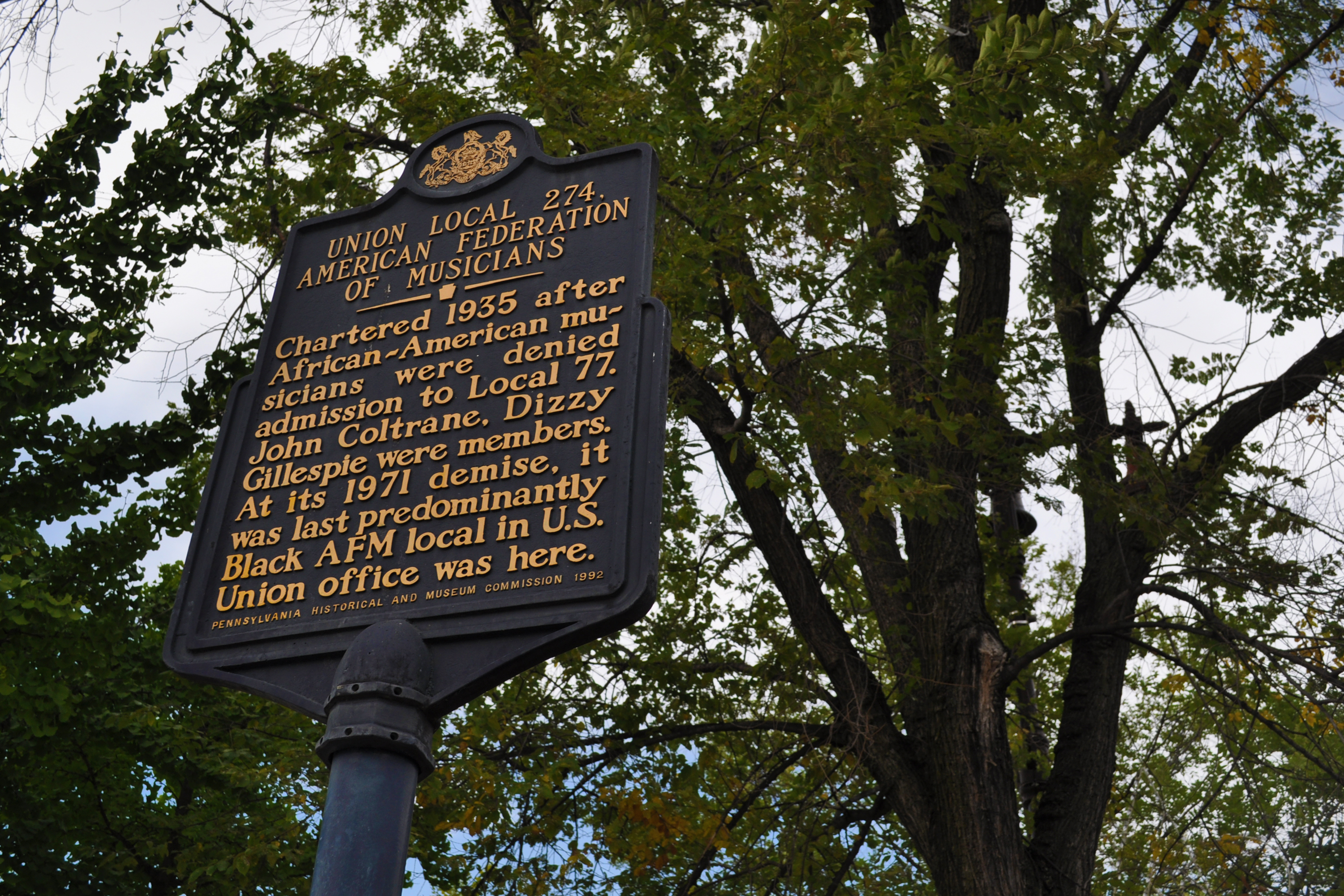
Gedenktafel an 912 S Broad St Philadelphia der PA Historical & Museum Commission. Text: „Gegründet 1935, nachdem afroamerikanischen Musikern die Aufnahme in Local 77 verweigert wurde. John Coltrane und Dizzy Gillespie waren Mitglieder. Bei ihrem Untergang im Jahr 1971 war sie zuletzt vorwiegend von schwarzen AFM-Ortsansässigen in den USA besetzt. Das Gewerkschaftsbüro befand sich hier“.

Das Union Local 274 der American Federation of Musicians war eine von 1935 bis 1971 bestehende Ortsgruppe der amerikanischen Musikergewerkschaft in Philadelphia, deren Mitglieder vorwiegend Afroamerikaner waren.

## Vorgeschichte
Die Stadt Philadelphia hat eine reichhaltige und bedeutende Jazzgeschichte, die viel weiter zurückreicht, als den meisten Menschen bewusst ist, schrieb Diane D. Turner. Um die Entstehung des Jazz in Philadelphia zu verstehen, muss man im 19. Jahrhundert beginnen und die schwarze Musikorganisation bis ins frühe 20. Jahrhundert zurückverfolgen. Im 19. Jahrhundert lebten sowohl afroamerikanische als auch weiße Musiker oft in Armut und galten als minderwertige soziale Klasse. Diese sozioökonomische Realität verschärfte den Wettbewerb zwischen beiden Gruppen. Weiße Musiker nutzten Praktiken der Rassendiskriminierung, um den Wettbewerb auszuschalten. Allerdings gelang es einigen frühen schwarzen Musikern, Rassenvorurteile zu überwinden und sich im Musikberuf einen Namen zu machen.
Die Arbeitsbeziehungen zwischen afroamerikanischen und weißen Musikern in Philadelphia in den 1920er- und 30er-Jahren wurden von umfassenderen Arbeits- und Rassenproblemen der damaligen Zeit in den Vereinigten Staaten beeinflusst, darunter Segregation, Diskriminierung und wirtschaftliche Ungleichheiten. Die American Federation of Musicians als Tochtergesellschaft der American Federation of Labor spiegelte zunächst die ausschließenden Praktiken der AFL wider, die die Möglichkeiten afroamerikanischer Arbeitnehmer einschränkten. Während die AFL und die AFM afroamerikanische Mitglieder nicht ausdrücklich verboten haben, waren die örtlichen Gewerkschaften oft offiziell oder inoffiziell segregiert. Dies führte zu einer „Doppelgewerkschaft“, bei der es getrennte Gewerkschaften für beide Gruppen von Arbeitnehmern innerhalb derselben Branche gab.
In Philadelphia war Local 77 die etablierte Musikergewerkschaft, die jedoch afroamerikanische Musiker nicht willkommen hieß. 1916 wurde die Black Local Branch 591 als Tochtergesellschaft von Local 77  mit Sitz in der Carpenter Street 1441 gegründet, um sich speziell für schwarze Musiker einzusetzen. Das erste jährliche Konzert und Empfang fand am 26. Mai 1917 in der Waltz Dream Hall statt, wo der Tenor Sterling Ray, die Sopranistin Mayme Fletcher, der Bratschist Joshua Saddler und die Charles Taylor Jazz Band auftraten. In den frühen 1920er Jahren wurde sie als eine Gewerkschaft beworben, die „zu dem Zweck gegründet wurde, die Negermusiker der Stadt enger zusammenzubringen und einen einheitlichen Lohnsatz für die Musiker zu schaffen und zum gegenseitigen Nutzen der Musiker.“ Die Black Musicians' Union Local 591, AFM wurde als Tochtergesellschaft der White Local 77 gegründet. Da es sich um eine Tochtergesellschaft handelte, hatte Local 77 die Befugnis, die Charta von Local 591 zu annullieren, und tat schließlich 1930 genau das.

## Local 274
Afroamerikanische Arbeiter bewahrten verschiedene Elemente des schwarzen Volkslebens in Städten, was zur Entwicklung einzigartiger amerikanischer Musikkunstformen wie Blues, Gospel und Jazz führte. Die Popularisierung afroamerikanischer Musikformen verschaffte den Musikern innerhalb ihrer Gemeinschaften ein gewisses Ansehen. Obwohl Blues, Gospel und Jazz ihren Ursprung in der afroamerikanischen Gemeinschaft hatten, wurden sie auch in der größeren weißen Gemeinschaft als Unterhaltungsformen übernommen. In den 1930er Jahren gab es in Philadelphia viele Bigbands. Mit der Aufhebung des 18. Verfassungszusatzes, der die Herstellung, den Verkauf und den Transport von Alkohol durch den 21. Verfassungszusatz im Jahr 1933 verboten hatte, gab es mehr Beschäftigungsmöglichkeiten für Musiker in Nachtclubs, Cafés und Restaurants, die Alkohol ausschenkten. Dies hilft zu erklären, warum die Musikindustrie in Philadelphia während der Great Depression (1929–1939) florierte, schrieb Diane D. Turner.

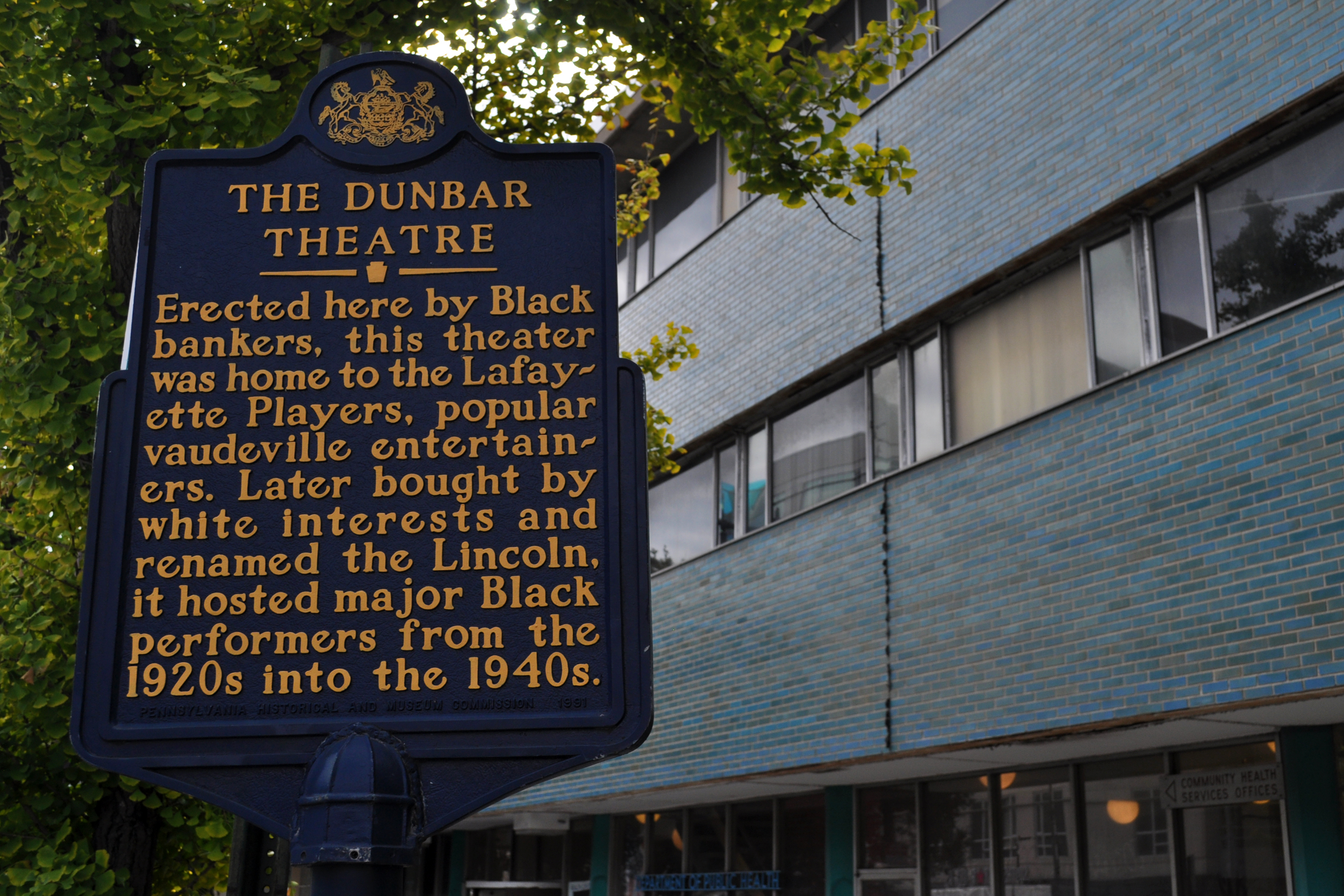
Erinnerungstafel an das Dunbar-Theater in Philadelphia. Dieses von afroamerikanischen Bankiers hier errichtete Theater war die Heimat der Lafayette Players, beliebter Varieté-Entertainer. Später wurde es von weißen Interessenten aufgekauft und in „Lincoln“ umbenannt. Von den 1920er bis 1940er Jahren traten dort bedeutende afroamerikanische Künstler auf.

Im Jahr 1935 wurde Local 274 von schwarzen Jazzmusikern gegründet, darunter Frank T. Fairfax (1899–1972), die sich im Local 77 unwillkommen fühlten, deren Mitglieder, wie die meisten weißen Einheimischen, nur Wert auf klassische Musik im europäischen Stil legte und schwarze Kultur und Musik verunglimpfte. Die AFM erteilte Local 274 die Charta und machte sie zu einer unabhängigen „Local“ (Ortsgruppe) und nicht zu einer Tochtergesellschaft von Local 77. Während ihrer Blütezeit vertrat sie hauptsächlich afroamerikanische Musiker, die in den vielen Clubs in Philadelphia arbeiteten und auf der Welle der Popularität der Jazzmusik landesweit bekannt wurden. Zu ihren Mitgliedern gehörten John Coltrane, Lee Morgan, Dizzy Gillespie, Benny Golson, Nina Simone, Jimmy und Percy Heath, Philly Joe Jones, Clara Ward, Bobby Timmons, Shirley Scott, Trudy Pitts Bill Doggett, James Adams, Bill “Mr. C” Carney, Jimmy Smith, Sonny Stil, Art Blakey, Sarah Vaughan, Max Roach, Clifford Brown und Jimmy Oliver. Die ortsansässige Vereinigung besaß ein Gebäude, verfügte über eine Schanklizenz und erwarb im Zuge seiner Interessenvertretung weitere Vermögenswerte.
Afroamerikanische Musiker in Philadelphia spielten Jazz vor Publikum in Clubs, Theatern, Restaurants, Cafés, Gasthäusern, Ballsälen, Hotels, Sälen und anderen Einrichtungen. Ihre Auftritte reichten von Maskenbällen bis hin zu Feierlichkeiten wie dem Emancipation Proclamation Day. Die überwiegend aus professionellen Jazzmusikern bestehende Gewerkschaft wurde von organisierten Musikgruppen gegründet. Doc Hyder hatte eine 14-köpfige Bigband; zu den anderen Bands und Orchestern gehörten Harry Marsh’s Orchestra, Frank T. Fairfax’s Orchestra, Morris Mosley and His Six Happy Crooners, Harry Monroe and the Duskey Aces, Charlie Gaines Orchestra und Raymond Smith’s Orchestra. Weitere Band- und Orchesterleiter waren Jimmie Gorham, Jimmy Shorter und Gertie Monk Taylor. EAuch eine Reihe weißer Musiker, die Jazz- und Rhythm-and-Blues-Musik spielten, schlossen sich Local 274 an, weil es offen dafür war, über die Werke und die Musiker, die sie gespielt haben, zu berichten.

## Das Ende von Local 274
Local 77 äußerte sich derweilen aktiv ablehnend und verächtlich gegenüber diesen Musikformen. Mit der Verabschiedung des Civil Rights Act of 1964 begann der Druck auf die Gewerkschaften, die Rassentrennung aufzuheben. Die AFM galt mit ihren segregierten lokalen Gruppen, die dieselben Branchen in denselben Städten abdecken, als eine der am stärksten segregierten internationalen Gewerkschaften des AFL-CIO und stand unter enormem Druck der NAACP und anderer Bürgerrechtsorganisationen, sich des Erbes von „Jim Crow“ durch die Zusammenführung von Ortsgruppen in denselben Städten zu entledigen suchten.
Jimmy Adams, Präsident von Local 274, war schließlich Zeuge der Fusion von Local 208 in Chicago mit Local 10 und der Übernahme aller Vermögenswerte durch Local 10 geworden und gründete daraufhin einen sozialen Flügel von Local 274 namens Philadelphia Clef Club. 1966 übertrug er alle Vermögenswerte – einschließlich des Gebäudes und der Spirituosenlizenz – an den Clef Club. 1970 teilte die AFM allen noch existierenden „Dual Locals“ mit, dass sie bis Ende des Jahres Zeit hätten, sich zusammenzuschließen. Präsident Adams berief eine Mitgliederversammlung von Local 274 ein. Dort stimmten die Mitglieder dafür, den Erlass der AFM anzufechten und eine Anhörung zu beantragen, um die Rechtmäßigkeit der Anordnung festzustellen. Die Ironie dieser Anordnung bestand darin, dass Local 274 bereits integriert war – etwa 12 Prozent seiner Mitglieder waren Weiße, und es war noch nie für Musiker jeglicher Rasse unwillkommen gewesen. Local 77 hingegen war überwiegend weiß und hatte sich aktiv gegen die Mitgliedschaft der Schwarzen geäußert.
Die AFM bestand darauf, dass sie als internationale Muttergewerkschaft das Recht habe, den Zusammenschluss zu fordern. Local 274 lehnte dies weiterhin ab. Am 31. März 1971 annullierte daraufhin die AFM die Charta von Local 274, was besagte, dass alle ihre Mitglieder eine Mitgliedschaft bei Local 77 beantragen sollten. Ihre Mitgliedschaften würden so erfasst, dass sie auf den Zeitpunkt ihres Beitritts zu Local 274 zurückgingen, und sie würden alle Rechte und Privilegien, einschließlich der Lebensversicherungsleistung der Gewerkschaft behalten. Im Mai desselben Jahres beantragte Local 274 beim US-Bezirksgericht eine einstweilige Verfügung gegen den Widerruf seiner Satzung und die erzwungene Integration. Im Juni entschied Richter Edward R. Becker zugunsten der AFM, was das Ende von Local 274 bedeutete.
Präsident Adams hatte gehofft, dass der Philadelphia Clef Club sich weiterhin für schwarze Musiker einsetzen würde, die sowohl am Arbeitsplatz als auch in der Führung von Local 77 unter Diskriminierung und rassistischer Voreingenommenheit leiden würden. Doch Local 77 verklagte den Clef Club in dem Versuch, die Kontrolle über die Vermögenswerte des ehemaligen Local 274 zu erlangen. In einem Urteil in Sachen Local 274 entschied ein Richter des Bezirksgerichts zugunsten des Clef Clubs, der die Vermögenswerte behielt. Der Clef Club existiert noch heute an einem neuen Standort in Philadelphia. Aus dem späteren Mentorenprogramm unter der Leitung von Lovett Hines gingen Jazzmusiker wie Christian McBride, Joey DeFrancesco, Justin Faulkner, Bilal, Jaleel Shaw und Immanuel Wilkins hervor.

## Würdigung
In seiner Autobiografie „I Was Not Asked“ schrieb der Pädagoge und Musikwissenschaftler Dr. George E. Allen:
„Viele afroamerikanische Jazzmusiker aus Philadelphia führten ihren Erfolg auf die Atmosphäre und die Gemeinschaft im Black Local 274 zurück. Für angehende Musiker war das Local ein Übungsgelände, um ihren Ruf auszubauen und mit neuen Musikkonzepten zu experimentieren. Local 274 war auch ein Ort, an dem afroamerikanische Musiker Zuflucht vor rassistischen Vorurteilen und Diskriminierung suchten. Während der Jam-Sessions im Union Club wurden Musiker durch den Applaus der Basis-Afroamerikaner aus Philadelphia, die sie liebten und respektierten, und der Jazzmusiker, die in den örtlichen Clubs spielten, zu einer musikalischen Karriere ermutigt. Viele Mitglieder von Local 274 sind aufgrund dieser Vorteile beigetreten. Die Atmosphäre inspirierte sowohl afroamerikanische als auch weiße Musiker. Sie lernten, indem sie der in der Union aufgeführten Musik zuhörten und sich mit den vielen Musikern trafen, die dort zusammenkamen“.
 
Während das Ziel der Abschaffung von Doppelgewerkschaften vermutlich auf die Förderung größerer Gleichheit abzielte, ist die Realität so, dass institutionelle Ungleichheiten komplex und tief verwurzelt sind, schrieben Martha Hynde und Gregory Riley. In einigen Fällen – und sicherlich in diesem Fall – hatten schwarze Musiker möglicherweise das Gefühl, dass ein Zusammenschluss mit überwiegend weißen Einheimischen diese Komplexität nicht ausreichend angehen würde und sie durch die Verwässerung der schwarzen Stimmen innerhalb der Gewerkschaft sogar noch verschärfen könnte.